# Rush (catch)
Pour les articles homonymes, voir Rush.
William Arturo Muñoz González (né le 29 septembre 1988 à Tala (Jalisco)) est un catcheur (lutteur professionnel) mexicain. Il travaille actuellement à la All Elite Wrestling, la Lucha Libre AAA Worldwide et la Ring of Honor, sous le nom de Rush. 
Il est le fils de Arthur Muñoz, le frère de Místico II et de Dragon Lee.

## Carrière

### Consejo Mundial de Lucha Libre (2009-2019)
Au cours de l'été 2009, il est signé par l'une des meilleurs promotions du Mexique, la Consejo Mundial de Lucha Libre (CMLL).
Le 20 septembre, lui, Ángel de Oro et Diamante perdent les Mexican National Trios Championship contre Los Invasores (Olímpico, Psicosis et Volador Jr.). 

#### El Bufete del Amor (2011–2013)
Le 13 novembre, il conserve le CMLL World Light Heavyweight Championship contre El Terrible. Le mois suivant, il fait équipe avec Máximo et Marco Corleone pour former La Tercia Sensación, rebaptisé plus tard El Bufete del Amor.
Le 19 février, lui, Marco Corleone et Máximo battent Los Hijos del Averno (Averno, Ephesto et Mephisto) et remportent les CMLL World Trios Championship.
Le 5 juin 2012, il conserve le CMLL World Light Heavyweight Championship contre Yujiro Takahashi. Le 8 juillet, la New Japan Pro Wrestling l'annonce en tant que participant au G1 Climax 2012. Le 29 juillet, lui, Karl Anderson, MVP et Shelton Benjamin battent Suzuki-gun (Minoru Suzuki, Lance Archer, Taichi et Taka Michinoku). Il intègre ensuite le tournoi G1 Climax, où il remporte trois de ses matchs.
Le 9 juin, il obtient une grande victoire lorsqu'il bat le représentant de la NJPW Shinsuke Nakamura,.
Il intègre ensuite le tournoi Universal Championship 2013, où il bat successivement El Terrible, La Máscara et Rey Escorpión pou remporter son bloc et avancer jusqu'en finale,. Le 6 septembre, il perd en finale du tournoi contre le Champion Poids Lourds IWGP Hiroshi Tanahashi.

#### Le catcheur le plus détesté de la CMLL (2013-2014)
Le 12 novembre, il reçoit une nouvelle chance pour le CMLL World Heavyweight Championship, mais échoue une nouvelle fois à détrôner son rival de longue date El Terrible.
Lors de Homenaje a Dos Leyendas, il remporte son quatrième Lucha de Apuestas, quand il bat Shocker.

#### Los Ingobernables (2014-2019)

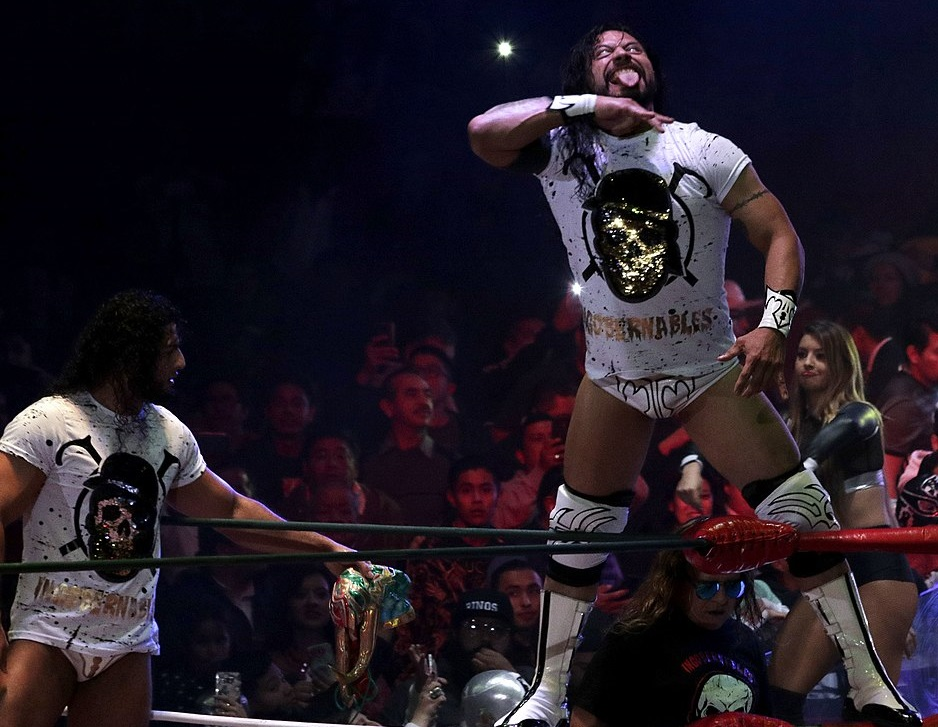
Rush et El Terrible en novembre 2018

Le mois suivant, il forme un nouveau partenariat avec La Sombra. Maintenant appelés les deux hommes les plus détestés de l'histoire récente de la CMLL, les deux sont devenus efficacement rudos, mais ils ont refusé de se reconnaître en tant que tel, et à la place se ils se font appeler técnicos diferentes. Les deux ont finalement été rejoints par La Máscara, qui a adopté leur attitude de técnicos diferentes, et ensemble ils forment un groupe initialement appelé Los Indeseables,, avant d'être rebaptisé Los Ingobernables. Le 13 juin, lui et la La Máscara perdent leur titres contre Negro Casas et Shocker. Lors de El Juicio final, il remporte son cinquième Lucha de Apuestas, quand il bat Negro Casas,. il annonce ensuite que les cheveux de Casas étaient les derniers qu'il voulait prendre, en disant qu'il voulait maintenant défendre ses cheveux contre des masques. En novembre, il est mis à l'écart de l' action dans le ring, après avoir cassé deux os de sa cheville. Il fait son retour de blessure le 27 février 2015.
Au début de novembre, lui et La Sombra commencent à avoir des problèmes l'un avec l'autre, ce qui conduit à un match simple entre eux le 13 novembre, remporté par Rush. Après le match, les deux membres fondateurs de Los Ingobernables font la paix. Le match s’est avéré plus tard être le dernier de La Sombra à la CMLL, avec le 19 novembre, l' annonce de sa signature à la WWE. Lors de Homenaje a Dos Leyendas, il remporte son sixième Lucha de Apuestas, quand il bat Máximo Sexy avec l'aide de Comandante Pierroth. Le 23 septembre 2016, il bat Matt Taven.
Il participe ensuite au World Tag League 2016 de la NJPW en tant que partenaire surprise du leader des Los Ingobernables de Japón Tetsuya Naitō, ou ils remportent quatre matchs pour trois défaites, ne se qualifiant pas pour la finale du tournoi à la suite de leur défaite contre les gagnants du bloc Guerrillas of Destiny (Tama Tonga et Tanga Loa).
Le 22 décembre, il remporte le Leyenda Azul 2017. 
En février 2018, lui et son ancien rival El Terrible font équipe pour le Torneo Nacional de Parejas Increíbles 2018 et battent les équipes de Forastero et Stuka Jr., Atlantis et Mr. Niebla, Carístico et Euforia et enfin Volador Jr. et Último Guerrero pour remporter le tournoi, puis après la victoire, El Terrible devient un membre officiel de Los Ingobernables.
Le 6 juillet, lui, El Terrible et Penta El Zero M battent Carístico, Volador Jr. et Valiente, puis après le match, lui et Terrible défient Volador Jr. et Valiente à un match pour les CMLL World Tag Team Championship. Le 13 juillet, ils battent Volador Jr. et Valiente et remportent les CMLL World Tag Team Championship.
En janvier 2019, il signe un contrat avec la Ring of Honor, devenant un lutteur régulier de leur roster. Le 27 septembre, il se bat lors du show Death Before Dishonor de la ROH et non lors du show du 86e anniversaire de la CMLL. Le même jour, il annonce sur son compte Twitter qu'il devient indépendant, quittant la CMLL. Peu de temps après, la CMLL annonce qu'elle l'a licencié, lui et son frère, Dragon Lee, pour ne pas avoir suivi les directives définies par le département de programmation de la promotion,.

### Lucha Libre Elite (2014-2016)
Il intègre ensuite le tournoi Liga Elite 2016 où le 30 mars, il perd contre Bobby Lashley.

### The Crash (2016-...)
Le 4 novembre 2017, il perd contre Rey Mysterio dans un Four Way Match qui comprenaient Penta el 0M et La Máscara et ne remporte pas le The Crash Heavyweight Championship.

### Major League Wrestling (2018–2019)
Lors de MLW Never Say Never il bat Shane Strickland.

### Ring of Honor (2018-2021)
Grâce au partenariat entre la CMLL et la Ring of Honor (ROH) basé aux États-Unis, il fait ses débuts à la ROH le 15 décembre 2018 en battant TK O'Ryan pour son premier match. Après le match, il est attaqué par le reste de The Kingdom (Matt Taven et Vinny Marseglia), continuant la rivalité l'opposant lui et Taven au Mexique. Le 15 janvier 2019, il est annoncé qu'il a signé un contrat exclusif avec la Ring of Honor. Lors de 17th Anniversary Show, il bat Bandido. Lors de Steel City Excellence, lui, Jay Lethal et Jeff Cobb perdent contre Villain Enterprises (Brody King, Marty Scurll et PCO) et ne remportent pas les ROH World Six-Man Tag Team Championship .

#### Double ROH World Champion et départ (2019-2021)
Lors de Death Before Dishonor 2019, il bat Matt Taven et remporte le ROH World Championship. Lors de Glory By Honor NOLA, il conserve le titre contre Silas Young. Lors de Honor United - Bolton, il conserve le titre contre Jeff Cobb. Lors de Final Battle 2019, il perd le titre contre PCO. Peu après, il présente la branche américaine de La Facción Ingobernable, constitué de lui-même, son frére Dragon Lee, Kenny King et Amy Rose.
Lors de Gateway To Honor 2020, il récupère le ROH World Championship en battant PCO et Mark Haskins grâce à une intervention du NWA World Heavyweight Champion, Nick Aldis. Lors de Final Battle 2020, il conserve son titre contre Brody King grâce à l'intervention de son pére La Bestia del Ring qui rejoint donc ces fils dans La Facción Ingobernable. Le 26 février 2021, il conserve son titre contre Shane Taylor grâce à une intervention de Kenny King. Lors de 19th Anniversary Show, il conserve son titre contre Jay Lethal grâce à l'intervention de son clan avec qui il se fait attaquer ainsi que Lethal par un nouveau clan constitué de Brody King, Tony Deppen, Chris Dickinson et Homicide.
Lors de Best In The World 2021, il perd son titre contre Bandido qui met fin à son règne de 498 jours.

### Lucha Libre AAA Worldwide (2019-...)
Lors de Guerra de Titanes 2019, le maintenant renommé Rush El Toro Blanco fait équipe avec Blue Demon Jr. et Rey Escorpión pour battre Psycho Clown, Dr. Wagner, Jr. et Drago. Après le match, il a été annoncé qu'il formait avec La Bestia del Ring, Killer Kross, LA Park et Konnan un nouveau groupe appelé La Facción Ingobernable (basé sur son ancien groupe Los Ingobernables de la CMLL ),.

### All Elite Wrestling (2022-...)
Le 29 juin à Rampage, il fait ses débuts à la All Elite Wrestling, dispute son premier match, mais ne remporte pas la Royal Rampage, gagnée par Brody King. 
La semaine suivante à Dynamite, il dispute son premier match solo et bat Penta Oscuro. Le 4 septembre à All Out, il ne remporte pas le Casino Ladder match, gagné par MJF qui s'est déguisé en catcheur Joker.
Le 18 novembre 2023 à Full Gear, Dralistico et lui ne remportent pas les titres mondiaux par équipes de la AEW, battus par Big Bill et Ricky Starks dans un 4-Way Tag Team match qui inclut également FTR (Cash Wheeler et Dax Harwood) et Kings of the Black Throne (Malakai Black et Brody King). Le 30 décembre à Worlds End, Brody King, Jay White, Jay Lethal et lui perdent face à Blackpool Combat Club (Claudio Castagnoli et Bryan Danielson), Mark Briscoe et Daniel Garcia dans un 8-Man Tag Team match.
Le 5 juillet 2024 à Rampage, il bat Komander. Après le combat, il rejoint officiellement la Don Callis Family de Don Callis.

## Palmarès
- Consejo Mundial de Lucha Libre
  - 1 fois CMLL World Light Heavyweight Championship
  - 2 fois CMLL World Tag Team Championship avec La Máscara (1) et El Terrible (1)
  - 1 fois CMLL World Trios Championship avec Marco Corleone et  Maximo
  - 2 fois Mexican National Trios Championship avec Ángel de Oro et Diamante (1), La Máscara et Titán (1)
  - Copa CMLL (2014) avec Marco Corleone
  - Copa Pachuca (2012) avec El Terrible
  - CMLL Bodybuilding Contest Advanced (2010)
  - CMLL World Tag Team Championship #1 Contender's Tournament (2013) avec La Máscara
  - Mexican National Trios Championship #1 Contender's Tournament (2011) avec Ángel de Oro et Diamante

- Kaoz Lucha Libre
  - 1 fois Kaoz Heavyweight Championship

- Mucha Lucha Atlanta
  - 1 fois MLA Heavyweight Championship

- Ring of Honor
  - 2 fois ROH World Championship[63]

- Pro Wrestling Illustrated
  - Classé 131e en 2013.

### Résultats des matchs à enjeu (Luchas de apuestas)
| # | Vainqueur (enjeu)                    | Perdant (enjeu)                     | Date              | Lieu   | Notes                                    |
| - | ------------------------------------ | ----------------------------------- | ----------------- | ------ | ---------------------------------------- |
| 1 | Rush (cheveux)                       | Loco Max (cheveux)                  | 15 août 2010      | Mexico | Au cours d'un Live event                 |
| 2 | Rush (cheveux)                       | Yoshihashi (cheveux)                | 1er août 2011     | Puebla | Au cours d'un Live event                 |
| 3 | Rush (cheveux)                       | El Terrible (cheveux)               | 14 septembre 2012 | Mexico | Au cours de CMLL 79th Anniversary Show   |
| 4 | Rush (cheveux)                       | Shocker (cheveux)                   | 21 mars 2014      | Mexico | Au cours de Homenaje a Dos Leyendas 2014 |
| 5 | Rush (cheveux)                       | Negro Casas (cheveux)               | 1er août 2014     | Mexico | Au cours de El Juicio Final 2014         |
| 6 | Rush (cheveux)                       | Máximo/Máximo Sexy (cheveux)        | 18 mars 2016      | Mexico | Au cours de Homenaje a Dos Leyendas 2016 |
| 7 | Rush et Bárbaro Cavernario (cheveux) | Volador Jr. et Matt Taven (cheveux) | 14 septembre 2018 | Mexico | Au cours de CMLL 85th Anniversary Show   |

## Récompenses des magazines
- Pro Wrestling Illustrated

| Année | 2011 | 2012 | 2013 | 2014 | 2015 à 2016 | 2017 | 2018 | 2019 | 2020 | 2021       | 2022 | 2023 | 2024 |
| ----- | ---- | ---- | ---- | ---- | ----------- | ---- | ---- | ---- | ---- | ---------- | ---- | ---- | ---- |
| Rang  | 271  | 145  | 131  | 243  | Non classé  | 326  | 198  | 137  | 18   | Non classé | 146  | 168  | 160  |